# Friedrich Traugott Wahlen
Friedrich Traugott Wahlen (ur. 10 kwietnia 1899, zm. 7 listopada 1985) – szwajcarski polityk, członek Rady Związkowej od 11 grudnia 1958 do 31 grudnia 1965.

## Życiorys
Kierował następującymi departamentami:
- Departament Sprawiedliwości i Policji (1959−1960)
- Departament Spraw Ekonomicznych (1960, 1961)
- Departament Polityczny (1961, 1965)[1].

Był członkiem Partii Rolników, Kupców i Niezależnych (późniejszej Szwajcarskiej Partii Ludowej).
Pełnił także funkcje wiceprezydenta (1960) i prezydenta (1961) Konfederacji.